# A Cure for Pokeritis
A Cure for Pokeritis er en amerikansk stumfilm fra 1912 af Laurence Trimble.

## Medvirkende
- John Bunny som Mr. Sharpe
- Flora Finch som Mrs. Sharpe
- Leah Baird
- Charles Eldridge
- William R. Dunn